# Hansjacob Mattsson
Hansjacob „Knubben“ Mattsson (2. června 1890 – 1. prosince 1980) byl švédský reprezentační hokejový útočník.
V roce 1920 byl členem Švédské hokejové týmu, který skončil čtvrtý na Letních olympijských hrách. Odehrál jeden zápas jako útočník.